# Colotois montanaria
Colotois montanaria là một loài bướm đêm trong họ Geometridae.